# Alojz Obtulovič
Alojz Obtulovič (21. prosince 1921 – ?) byl československý fotbalový rozhodčí.
V československé lize působil v letech 1952-1967. Řídil celkem 94 ligových utkání. Jako mezinárodní rozhodčí řídil v letech 1957-1965 pět mezistátních utkání. V evropských pohárech řídil v letech 1960-1966 celkem 11 utkání (v PMEZ 2 utkáních, v Poháru vítězů pohárů 4 utkání a v Poháru UEFA 5 utkání).
Pohřben je na hřbitově v Ružomberku.